# Blairlogie
Blairlogie est un village situé dans le Stirling, en Écosse.